# آستون مارتن في الفورمولا واحد
آستون مارتن هي شركة صناعة سيارات بريطانية وتشارك في سباقات الفورمولا 1 في السباقات منذ 1959 بشكل متقطع حيث ظهرت لأول مرة باستخدام محركها الخاص لكنها فشلت في تسجيل أي نقاط. ومنذ 2021 وبعد اتفاقية تجارية نتج عنها تغيير العلامة التجارية لفريق ريسينغ بوينت لفورمولا 1 إلى اسم أستون مارتن، يشارك الفريق بـاسم (فريق استون مارتن ارامكو فورمولا واحد) (بالإنجليزية: Aston Martin Aramco F1 Team).

## تاريخ
في نوفمبر 2023 ومع استعداد "فورمولا 1" لسباق الجائزة الكبرى في لاس فيغاس، باع الملياردير الكندي لورانس سترول حصة أقلية في فريق "أستون مارتن" إلى شركة الملكية الخاصة الأميركية "أركتوس بارتنرز" (Arctos Partners).استثمار "أركتوس" يقدّر قيمة فريق "فورمولا 1" بنحو مليار جنيه إسترليني (1.2 مليار دولار).
يعتبر صندوق الأستثمارات العامة السعودي ليكون ثاني أكبر المساهمين في الشركة بعد لورنس سترول. وتم رفع صندوق الاستثمارات العامة السعودي حصته في شركة أستون مارتن البريطانية لتصنيع السيارات الفاخرة 2.6% إلى 20.5%.

## روابط خارجية
لا توجد روابط لمواقع التواصل الاجتماعي.